# Black Bullet
Black Bullet (ブラック・ブレット, Burakku Buretto) est une série de light novels japonais écrite par Shiden Kanzaki et illustrée par Saki Ukai. Elle est publiée dans la collection Dengeki Bunko de l'éditeur ASCII Media Works de juillet 2011 jusqu’à avril 2014. Une adaptation en manga dessinée par Hon Morino est publiée entre août 2012 et juin 2014 dans le magazine Dengeki Maoh du même éditeur. La version française est éditée par Doki-Doki entre février et juillet 2016.
Une adaptation en anime par les studios Kinema Citrus est annoncée le 6 octobre 2013 au Dengeki Bunko's Autumn Festival 2013,. La diffusion a débuté le 8 avril 2014 au Japon et en simulcast dans les pays francophones sur Wakanim et sur Mangas.

## Synopsis
L'an 2021, l'humanité est décimée par une épidémie de Gastrea, un virus parasite.
Les survivants sont alors forcés de vivre dans différentes zones, entourées de murs monolithes créés avec la matière Varanium, un métal capable de repousser les Gastrea.
De cette catastrophe, naquirent les "Enfants maudits", des enfants nés avec le virus du Gastrea mais qui sont capables de le contrôler.
Des agences de Sécurité Civile sont alors formées pour combattre les Gastrea, chaque groupe est formé d'un Initiator qui est un enfant maudit et d'un Promoter qui le commande.
Dix ans après l'épidémie, Rentarō Satomi, un lycéen mais qui est aussi Promoter dans l'agence de Sécurité Civile Tendō (fondée par son amie d'enfance Kisara Tendō), et son Initiator Enju Aihara, effectuent des missions ensemble pour empêcher la destruction de la zone de Tokyo et du monde.

## Personnages

### Sécurité Civile Tendō
Rentarō Satomi (里見 蓮太郎, Satomi Rentarō)
Rentaro est un étudiant de deuxième année au lycée Magata et également un Promoter dans la Sécurité Civile Tendō. Les parents de Rentaro sont morts dans la guerre contre Gastrea il y a dix ans. Il a été adopté par Kikunojō Tendō de la famille Tendō, mais il quitte cette famille avec Kisara Tendō. Rentaro a perdu sa jambe droite, son bras droit et son œil gauche dans un combat avec un Gastrea pour protéger Kisara quand il était très jeune. Il a toutefois été sauvé par le plan de création pour une nouvelle humanité de Sumire, qui a remplacé ses membres perdus par des prothèses en Varanium. Il utilise un pistolet semi-automatique "HS-2000/Springfield XD" et des techniques d'arts martiaux de style Tendō.
Enju Aihara (藍原 延珠, Aihara Enju)
Enju est une des Enfants maudits, elle est du type Lapin et elle est l'Initiator de Rentaro. Elle vit avec lui et va dans une école primaire normale jusqu’à ce que son statut d'Enfant maudit fut révélé dans l'établissement lors de l'incident impliquant Kagetane Hiruko, ce qui l'a contraint à être transférée. Elle utilise ses jambes pour combattre les Gastreas.
Kisara Tendō (天童 木更, Tendō Kisara)
Kisara est la présidente de Tendō sécurité civile. Originaire de la famille Tendō, elle a quitté la maison familiale avec Rentaro après un certain conflit familial. Les reins de Kisara fonctionnent à peine depuis qu'elle a été témoin de la mort de ses parents dévorés par un Gastrea. Elle pense que la mort de ses parents est liée à la famille Tendō, et jura de se venger. Elle est extrêmement douée en arts martiaux de style Tendō, surtout au sabre, mais elle n'est pas en mesure de se battre longtemps en raison de sa faible condition physique. On apprend qu'elle a des sentiments pour Rentaro.
Tina Sprout (ティナ・スプラウト, Tina Supurauto)
Tina est un ancien Initiator d'Ayn Rand, un des quatre génies du programme de création de soldats mécanisés. Tina est de type chouette, elle a du mal à rester éveillée dans la journée contrairement à quand il fait nuit. Elle a reçu ordre de Ayn d’assassiner Seitenshi et de tuer Kisara, mais son plan fut déjoué par l'intervention de Enju et est finalement vaincue par Rentaro. Après ces événements, elle est embauchée par Sécurité Civile Tendō et formera, par la suite, un duo avec Kisara. Tina est une sniper, elle utilise un Browning M2 portable et des drones "Shenfield" qui lui permettent de localiser sa cible, la température, l'humidité et la vitesse du vent de l'environnement.

### Zone de Tokyo
Seitenshi (聖天子, Seitenshi)
Gouverneur de la zone de Tokyo. Elle a failli être assassinée par Tina. À la fin de ces événements, elle donne à Rentaro un niveau de rang 300 pour l'avoir sauvée lors des tentatives d’assassinat contre elle. Plus tard, elle lui rend visite pour lui demander de former un adjuvant et de se préparer contre une invasion de Gastrea sur la zone du monolithe 32, qui est sur le point de s'effondrer.
Kikunojō Tendō (天童 菊之丞, Tendō Kikunojō)
Adjoint de Seitenshi. Maître du style de combat Tendō, c'est le grand-père de Kisara Tendō.
Sumire Muroto (室戸 菫, Muroto Sumire)
Une des quatre génies du plan de création pour une nouvelle humanité. Elle adore taquiner Rentaro, à qui elle a ajouté ses prothèses en Varanium. Elle a de drôles de goûts culinaires.
Miori Shiba (司馬 未織, Shiba Miori)
Kagetane Hiruko (蛭子 影胤, Hiruko Kagetane)
Kohina Hiruko (蛭子 小比奈, Hiruko Kohina)
Shōgen Ikuma (伊熊 将監, Ikuma Shōgen)
Kayo Senju (千寿 夏世, Senju Kayo)
Takuto Yasuwaki (保脇 卓人, Yasuwaki Takuto)

### Troisième troupe de miliciens de Kanto
Tamaki Katagiri (片桐 玉樹, Katagiri Tamaki)
Yuzuki Katagiri (片桐 弓月, Katagiri Yuzuki)
Shōma Nagisawa (薙沢 彰磨, Nagisawa Shōma)
Midori Fuse (布施 翠, Fuse Midori)
Nagamasa Gadō (我堂 長政, Gadō Nagamasa)
Asaka Mibu (壬生 朝霞, Mibu Asaka)
Hidehiko Gadō (我堂 英彦, Gadō Hidehiko)
Kokone (心音, Kokone)

## Light novel

### Liste des volumes
| no | Japonais        | Japonais          |
| no | Date de sortie  | ISBN              |
| -- | --------------- | ----------------- |
| 1  | 8 juillet 2011  | 978-4-04-870596-7 |
| 2  | 8 octobre 2011  | 978-4-04-870820-3 |
| 3  | 10 mai 2012     | 978-4-04-886477-0 |
| 4  | 10 août 2012    | 978-4-04-886797-9 |
| 5  | 10 juillet 2012 | 978-4-04-886797-9 |
| 6  | 10 juillet 2013 | 978-4-04-891761-2 |
| 7  | 10 avril 2014   | 978-4-04-866472-1 |

## Manga

### Liste des volumes
| no | Japonais        | Japonais          | Français        | Français          |
| no | Date de sortie  | ISBN              | Date de sortie  | ISBN              |
| -- | --------------- | ----------------- | --------------- | ----------------- |
| 1  | 27 mai 2013     | 978-4-04-891196-2 | 3 février 2016  | 978-2-81893-523-1 |
| 2  | 11 juillet 2013 | 978-4-04-891805-3 | 2 mars 2016     | 978-2-81893-557-6 |
| 3  | 11 octobre 2013 | 978-4-04-891970-8 | 11 Mai 2016     | 978-2-81893-606-1 |
| 4  | 27 juin 2014    | 978-4-04-866665-7 | 06 Juillet 2016 | 978-2-81893-629-0 |

## Anime

### Liste des épisodes
| No | Titre français                            | Titre japonais         | Titre japonais                    | Date de 1re diffusion |
| No | Titre français                            | Kanji                  | Rōmaji                            | Date de 1re diffusion |
| -- | ----------------------------------------- | ---------------------- | --------------------------------- | --------------------- |
| 1  | Le dernier espoir                         | 最後の希望             | Saigo no Kibō                     | 8 avril 2014          |
| 2  | Masque de folie                           | 狂気の仮面             | Kyōki no Kamen                    | 15 avril 2014         |
| 3  | Les enfants du destin                     | 運命の子供たち         | Unmei no Kodomotachi              | 22 avril 2014         |
| 4  | La balle noire                            | 黒の銃弾               | Kuro no Jūdan                     | 29 avril 2014         |
| 5  | L'assassin de rouge et de noir            | 紅黒の暗殺者           | Beni Kuro no Ansatsusha           | 6 mai 2014            |
| 6  | Ironie tragique                           | トラジック・アイロニー | Torajikku Aironī                  | 13 mai 2014           |
| 7  | Clair de lune silencieux, ciel d'aube     | 静寂の月夜、夜明けの空 | Seijaku no Tsukiyo, Yoake no Sora | 20 mai 2014           |
| 8  | La stèle de la frontière                  | 境界線の石碑           | Kyōkai sen no Sekihi              | 27 mai 2014           |
| 9  | Les défenseurs de la barrière             | 結界の守人             | Kekkai no Morito                  | 3 juin 2014           |
| 10 | Défendre la zone de Tokyo                 | 東京エリア防衛戦       | Tōkyō Eria Bōei Sen               | 10 juin 2014          |
| 11 | Le cœur du taureau et la Lance de lumière | タウルスの心臓、光の槍 | Taurusu no Shinzō, Hikari no Yari | 17 juin 2014          |
| 12 | Le point critique                         | クライシス ポイント    | Kuraishisu pointo                 | 24 juin 2014          |
| 13 | Ceux qui voulaient devenir des dieux      | 神を目指した者たち     | Kami o Mezashita Mono Tachi       | 1er juillet 2014      |

### Doublage
| Personnages      | Voix originales  | Voix françaises    |
| ---------------- | ---------------- | ------------------ |
| Rentarō Satomi   | Yūki Kaji        | Brice Ournac       |
| Enju Aihara      | Rina Hidaka      | Angelique Heller   |
| Kisara Tendō     | Yui Horie        | Karl-Line Heller   |
| Tina Sprout      | Tomoyo Kurosawa  | Karl-Line Heller   |
| Seitenshi        | Aki Toyosaki     | Emmanuelle Lambrey |
| Kagetane Hiruko  | Rikiya Koyama    |                    |
| Kohina Hiruko    | Aoi Yūki         | Justine Hostekint  |
| Sumire Muroto    | Yūko Kaida       | Justine Hostekint  |
| Miori Shiba      | Ami Koshimizu    | Angélique Heller   |
| Tamaki Katagiri  | Yoshimasa Hosoya | Michaël Maïnö      |
| Yuzuki Katagiri  | Rumi Ōkubo       | Karl-Line Heller   |
| Shōgen Ikuma     | Hiromichi Tezuka |                    |
| Kayo Senju       | Megumi Han       | Karl-Line Heller   |
| Midori Fuse      | Yui Ogura        |                    |
| Fillette aveugle | Ai Kayano        |                    |
| Kikunojō Tendō   | Tamio Ohki       |                    |
| Asaka Mibu       | Inori Minase     |                    |
| Shōma Nagisawa   | Shinichiro Miki  | Sébastien Mortamet |

### Musiques
La bande son originale de l'anime est composée par Shirō Sagisu.
| Générique | Épisodes    | Début        | Début         | Fin                         | Fin         |
| Générique | Épisodes    | Titre        | Artiste       | Titre                       | Artiste     |
| --------- | ----------- | ------------ | ------------- | --------------------------- | ----------- |
| 1         | 1-3, 5 - 12 | black bullet | fripSide (ja) | Tokohana                    | Nagi Yanagi |
| 2         | 4           | black bullet | fripSide (ja) | Wasurenai Tame ni           | Nagi Yanagi |
| 3         | 13          | black bullet | fripSide (ja) | Wasurenai Tame ni for lotus | Nagi Yanagi |